# Marcin Stanisław Bąkowski
Marcin Stanisław Kostka Bąkowski herbu Gryf (zm. w 1780 roku) – pisarz ziemski halicki w latach 1765–1769, pisarz grodzki halicki w latach 1763–1765, deputat na Trybunał Główny Koronny.
W 1764 roku był elektorem Stanisława Augusta Poniatowskiego z ziemi halickiej i posłem tej ziemi na sejm elekcyjny.